# فردریک استیلمن
فردریک استیلمن (انگلیسی: Fredrik Stillman؛ زادهٔ ۲۲ اوت ۱۹۶۶) بازیکن هاکی روی یخ اهل سوئد بود.